# 刘家坪乡 (文县)
刘家坪乡，是中华人民共和国甘肃省陇南市文县下辖的一个乡镇级行政单位。

## 行政区划
刘家坪乡下辖以下地区：
关口村、刘家坪村、关头村和深沟村。